# Пфинцталь
Пфинцталь (нем. Pfinztal) — община в Германии, в земле Баден-Вюртемберг.
Подчиняется административному округу Карлсруэ. Входит в состав района Карлсруэ. Население составляет 17 868 человека (на 31 декабря 2009 года). Занимает площадь 31,05 км².

## Географическое положение
Пфинцталь расположен к востоку от Карлсруэ в долине реки Пфинц, притока Рейна, от которой город получил своё название.

## Научные учреждения
Община Пфинцталь известна как место расположения Института химической технологии Общества Фраунгофера.